# Oleksiy Hutsulyak
Oleksiy Hutsulyak (Krasyliv, 25 de diciembre de 1997) es un futbolista ucraniano que juega en la demarcación de centrocampista para el FC Polissya Zhytomyr de la Liga Premier de Ucrania.

## Selección nacional
Tras jugar en las categorías inferiores de la selección, finalmente hizo su debut con la selección absoluta de Ucrania el 21 de marzo de 2024 contra Bosnia y Herzegovina en un partido de clasificación para la Eurocopa 2024 que finalizó con un resultado de 1-2 a favor del combinado ucraniano tras los goles de Roman Yaremchuk y Artem Dovbyk para Ucrania, y un autogol de Mykola Matviyenko para Bosnia y Herzegovina.

## Clubes
| Club                          | País    | Año       | Partidos | Goles |
| ----------------------------- | ------- | --------- | -------- | ----- |
| FK Karpaty Lviv               | Ucrania | 2015-2016 | 22       | 2     |
| Villarreal C. F. "C" (cedido) | España  | 2016-2017 | 13       | 5     |
| FK Karpaty Lviv               | Ucrania | 2017-2019 | 84       | 11    |
| FC Desna Chernihiv            | Ucrania | 2020-2021 | 33       | 2     |
| SC Dnipro-1                   | Ucrania | 2021-2024 | 76       | 20    |
| FC Polissya Zhytomyr          | Ucrania | 2024-     | 34       | 12    |